# Rendón Labador
Rendon Labador es una personalidad filipina de las redes sociales conocido por su estilo directo y franco, a menudo criticando a figuras públicas y comentando sobre temas controvertidos, particularmente aquellos relacionados con cuestiones sociales en Filipinas. Ganó notoriedad tras una publicación viral en redes sociales que presentaba un meme creado por él mismo, humorísticamente titulado "Arroz motivacional". Labador se convirtió en una de las personalidades de internet más controvertidas en Filipinas.
En 2020, Labador saltó a la fama en las redes sociales, luego de su trabajo anterior en la cultura del fitness como culturista, que comenzó en 2014. Fundó el gimnasio Fitness Army en 2019, y también abrió un restaurante llamado Episode Bar + Kitchen, que finalmente cerró debido a las críticas negativas relacionadas con su presencia en línea.

## Biografía
Labador es el mayor de seis hermanos. No fue criado por sus padres, sino que creció bajo el cuidado de su tía y sus abuelos. Su padre, Manolito Labador, es un general retirado de la Policía Nacional de Filipinas y entusiasta del acondicionamiento físico. Cursó sus estudios en la Universidad del Este, donde inicialmente estudió Tecnologías de la información antes de cambiarse a Ingeniería civil, obteniendo un doble título en ambas disciplinas. Se ha descrito a sí mismo como un "geek", y ha señalado el cálculo como su asignatura favorita.